# سایاکا موری
سایاکا موری (انگلیسی: Sayaka Mori، زاده ۲۹ سپتامبر ۱۹۸۸ ) بازیکن سافت‌بال اهل ژاپن است.